# Громков, Сергей Фёдорович
Серге́й Фёдорович Громко́в (2 ноября 1917, Говендяевка, Пензенская область — 20 июля 1984, п. Заречный, Никольский район, Пензенская область) — наводчик орудия 625-го лёгкого артиллерийского полка 182-я стрелковая дивизия, старшина — на момент представлений к награждению орденом Славы 1-й степени.

## Биография
Родился 2 ноября 1917 года в деревне Говендяевка (ныне — посёлок Заречный Никольского района Пензенской области). Окончил 4 класса. Работал в колхозе трактористом.
В 1939 году был призван в Красную Армию. Служил в артиллерии. На фронте в Великую Отечественную войну с августа 1941 года. Член ВКП/КПСС с 1943 года. К весне 1944 года младший сержант Громков служил наводчиком орудия 625-го артиллерийского полка 182-й стрелковой дивизии.
26 марта 1944 года при овладении переправой через реку Великая у деревни Середкина-Слепни младший сержант Громков подавил огонь двух дзотов, чем способствовал захвату и удержанию плацдарма на другом берегу реки.
Приказом от 20 апреля 1944 года младший сержант Громков Сергей Фёдорович награждён орденом Славы 3-й степени.
31 января — 1 февраля 1945 года около населенного пункта Зергиттен младший сержант Громков вместе с расчетом подавил вражескую огневую точку, отразил несколько контратак противника.
Приказом от 6 марта 1945 года младший сержант Громков Сергей Фёдорович награждён орденом Славы 2-й степени.
15 апреля 1945 года в бою у населенного пункта Койенен старшина Громков огнём из орудия поразил 2 пулемета и более 20 противников, разрушил 2 блиндажа. Отражая контратаку, подбил тяжелый танк «тигр» и самоходное орудие.
Указом Президиума Верховного Совета СССР от 15 мая 1946 года за мужество, отвагу и героизм, старшина Громков Сергей Фёдорович награждён орденом Славы 1-й степени. Стал полным кавалером ордена Славы.
В 1946 году старшина Громков был демобилизован. Жил в родной деревне Заречная. Работал на лесопункте станции Ночка Никольского района, мастером в леспромхозе. Скончался 20 июля 1984 года.
Награждён орденами Красной Звезды, Славы 3-х степеней, медалью «За отвагу» (15.4.1943).

## Память
- В городе Никольск Пензенской области установлен бюст С. Ф. Громкова.